# Влияние пандемии COVID-19 на религию
Пандемия оказала существенное влияние на религиозную жизнь во всем мире.

## Христианство

### Русская православная церковь
В марте патриарх Московский и всея Руси Кирилл утвердил тексты молитвенных прошений в связи с угрозой распространения коронавирусной инфекции. Эти молитвы возносятся за Божественной литургией во всех храмах Русской православной церкви:

Еще молимся Тебе, Господу Богу нашему, о еже милостивно пощадити нас от губительнаго поветрия на ны движимаго и избавити верныя люди Твоя от смерти душевныя и телесныя, недугующим исцеление и здравие подати, нам же всем Твое божественное ограждение и заступление, молим Тя, милосерде Господи, скоро услыши и милостивно помилуй.

Ещё молимся, о еже умирити смятение человек и страхования всяческая, упованием твердым оградити верных Своих, мир же и тишину вселити в сердца наша, молим Ти ся, Господи, услыши и помилуй.
11 апреля Московская патриархия по требованию главного санитарного врача Москвы предписала духовенству Москвы и Московской области с 13 по 19 апреля проводить богослужения без участия прихожан. На службах должны находиться лишь священнослужители, а также лица, «присутствие которых необходимо для совершения богослужений и функционирования культовых зданий, а также для проведения онлайн-трансляций богослужений». Позднее запрет на участие прихожан в богослужениях в московских храмах дважды продлевали.
На Пасху (которая у православных в 2020 году приходилась на 19 апреля) многие верующие оказались лишены возможности посетить службу и были вынуждены довольствоваться прямой трансляцией и домашней молитвой. Россияне в первый раз встретили Пасху в условиях массовой самоизоляции.

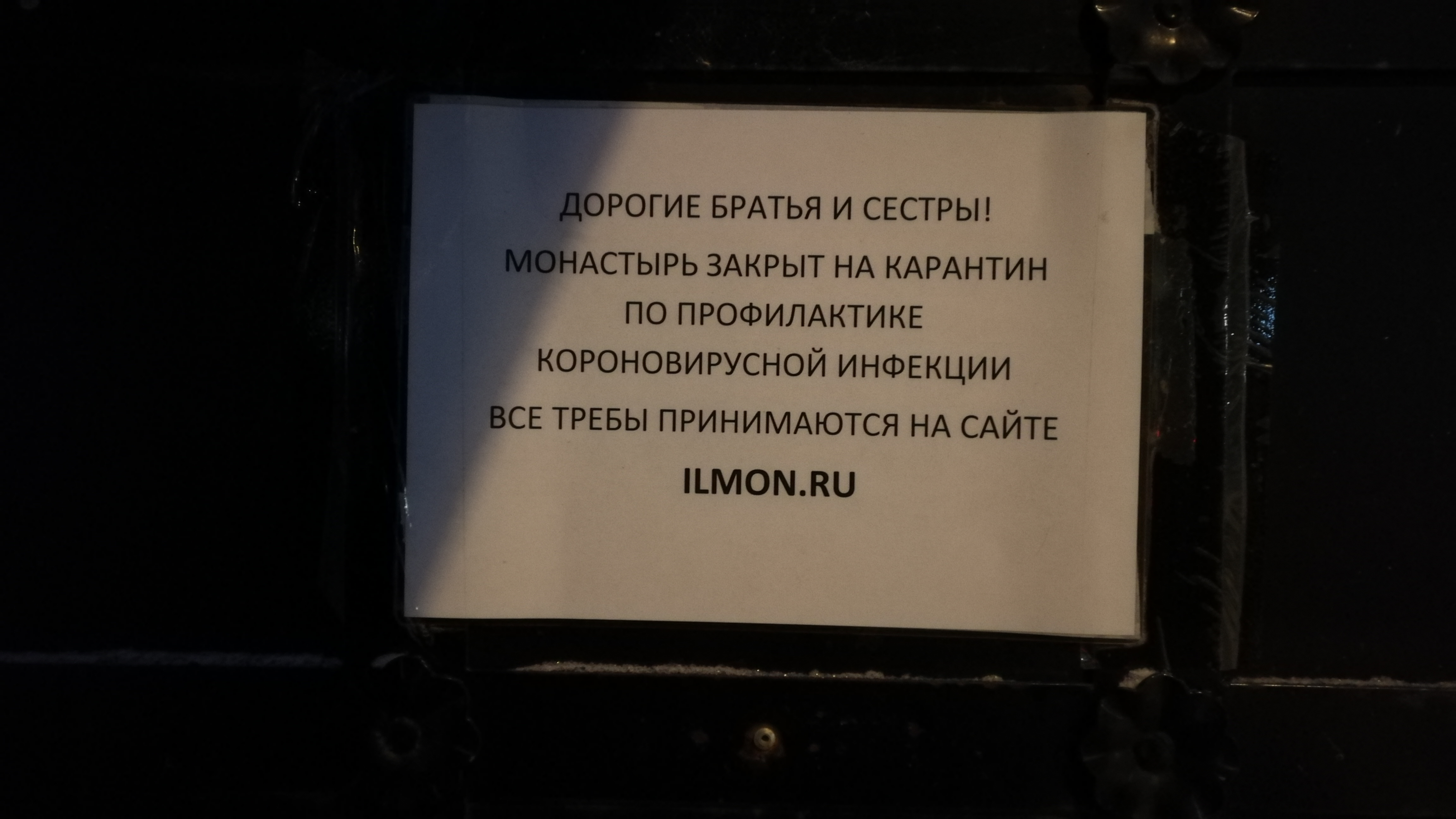
Объявление на ограде Богородично-Рождественского Ильинского монастыря. Тюмень, декабрь 2020 года.

Однако в различных епархиях разное положение дел: в одних посещение служб прихожанами не допускалось, в других оно было возможно при наличии медицинской маски и соблюдении дистанции и других санитарных мер. Епархии самостоятельно решали, пускать ли мирян на службы, с учётом указаний санитарно-эпидемиологических служб.
В отдельных епархиях предписания местных отделений Роспотребнадзора были восприняты в штыки. Например, архиепископ Сыктывкарский и Коми-Зырянский Питирим (Волочков) заявил, что обратится в суд, и призвал паству сообщать обо всех случаях незаконного задержания или наложения штрафа за посещение храмов епархии.
1 июня после публикации рекомендаций Роспотребнадзора рабочая группа по борьбе с коронавирусом при патриархе Кирилле сообщила, что с 6 июня московские храмы откроются для прихожан, а храм Христа Спасителя и Богоявленский собор в Елохове откроются уже 2 июня. Доступ прихожан в храмы будет осуществляться согласно указанным рекомендациям. Перед принятием решения его обсудили с мэром Москвы Сергеем Собяниным и главой Роспотребнадзора Анной Поповой.
6 июня митрополит Иларион заявил, что до отмены или ослабления санитарных ограничений прихожане будут допускаться в храм только в масках, а тем, кто пришёл без маски, её обязаны будут выдать. Для каждого храма России определено максимальное число лиц, которым разрешено присутствовать на богослужении; остальные смогут, при наличии трансляции, слушать её на улице или же посетить соседний храм.
19 октября патриарх Кирилл утвердил отлучение от церкви бывшего схимонаха Сергия из-за публичных призывов последнего игнорировать карантин и объявления ситуации псевдопандемией.
24 декабря 2020 года патриарх Кирилл возглавил ежегодное Епархиальное собрание духовенства города Москвы и в докладе сообщил, что к этому времени, согласно полученным данным, перенесли COVID-19 или продолжают болеть 350 священнослужителей приходов Москвы, а также 720 насельников и насельниц ставропигиальных обителей, жертвами заболевания стали 13 московских клириков, а также 24 насельника и насельницы ставропигиальных монастырей.

## Ислам

### Хадж
Пандемия привела к ограничению количества паломников в Мекку и Медину.

### В России
Духовное управление мусульман России (ДУМ РФ) из-за эпидемии COVID-19 с 18 марта приостановило коллективные пятничные и пятикратные молитвы в московских мечетях Москвы, о чём говорится в приказе первого заместителя председателя ДУМ РФ Дамира Мухетдинова. С этой даты дежурные имамы мечетей должны читать пятикратную молитву в мечетях в одиночестве. Также ограничивается число участников погребений, в мечетях приостанавливаются бракосочетания и имянаречения; верующим предлагается «отложить указанные мероприятия до момента исчезновения эпидемиологической опасности». Ранее Духовное управление мусульман России приказало воскресным школам при мечетях и другим образовательным учреждениям перейти на удалённое обучение, а при отсутствии такой возможности прекратить работу.